# Alfred Bertrand (géographe)
Pour les articles homonymes, voir Alfred Bertrand et Bertrand.
Alfred Bertrand, né le 15 avril 1856 à Plainpalais-Genève, où il est mort le 30 janvier 1924, est un géographe et photographe suisse.

## Biographie
Protestant convaincu, sportif, Bertrand réalise de très nombreux voyages à travers le monde : (Himalaya, Cachemire, Malaisie, Chine, etc.), d'où il ramène une importante collection de photographies de monuments, paysages, ou ethnographiques.
Il a été président de la Société de géographie de Genève et membre d'honneur de la Royal Geographical Society.

## Publications
- [1898] Au pays de ba-Rotsi, Haut-Zambèze. Voyage d'exploration en Afrique et retour par les chutes Victoria, le Matébéléland, le Transvaal, Natal, Le Cap, Paris, Hachette, 1898traduit en anglais par A.-B. Miall (London, ed. T. Fisher-Unwin, 1899)
- [1899] En Afrique avec le missionnaire Coillard : à travers l'État libre d'Orange, le pays des ba-Souto, Boulouwayo, Genève, éd. Ch. Eggiman et Cie, 1899, 203 p., sur gallica (lire en ligne).

## Collections, expositions
- 2007, Musée d’ethnographie de Genève